# Microgaster yunnanensis
Microgaster yunnanensis är en stekelart som beskrevs av Xu och He 1999. Microgaster yunnanensis ingår i släktet Microgaster och familjen bracksteklar. Inga underarter finns listade i Catalogue of Life.